# Frank Frazetta
Frank Frazetta   (Brooklyn, 9 de febrer de 1928 - Fort Myers, 10 de maig de 2010) va ser un artista estatunidenc de fantasia i ciència-ficció, destacat per comic books, portades de llibres de recopilacions, pintures, pòsters, portades d'àlbums de discos LP i altres suports. Sovint se'l coneix com el "Godfather" (Padrí) de l'art fantasiós, i dels il·lustradors de més renom del segle xx. També va ser objecte d'un documental de 2003 "Painting with Fire" (pintant amb foc).
Frazetta es va incorporar al Saló de la Fama del còmic Will Eisner de la indústria del còmic el 1995 i al Saló de la fama de Jack Kirby el 1999.

## Biografia
Nascut Frank Frazzetta a Brooklyn, Nova York, Frazetta va treure una "z" del seu cognom a l'inici de la seva carrera per fer que el seu nom semblés menys "maldestre". Únic noi d'una família amb tres germanes, va passar molt de temps amb la seva àvia, que va començar a animar-lo cap a l'art quan tenia dos anys. El 2010, un mes abans de morir, va recordar que: 
Als vuit anys, Frazetta va assistir a l' Acadèmia de Belles Arts de Brooklyn, una petita escola d'art dirigida per l'instructor Michel Falanga. "Realment no em va ensenyar res", va dir Frazetta el 1994. "Hauria pogut venir a veure on treballava, i em podria haver dit:" Molt bonic, molt bonic. Però potser si fes això o allò. Però es tracta d'això. Mai vam tenir grans converses. Parlava un anglès molt trencat. Ell ens va deixar pel nostre compte. Vaig aprendre més dels amics d'allà."

## Carrera

### Treball primerenc

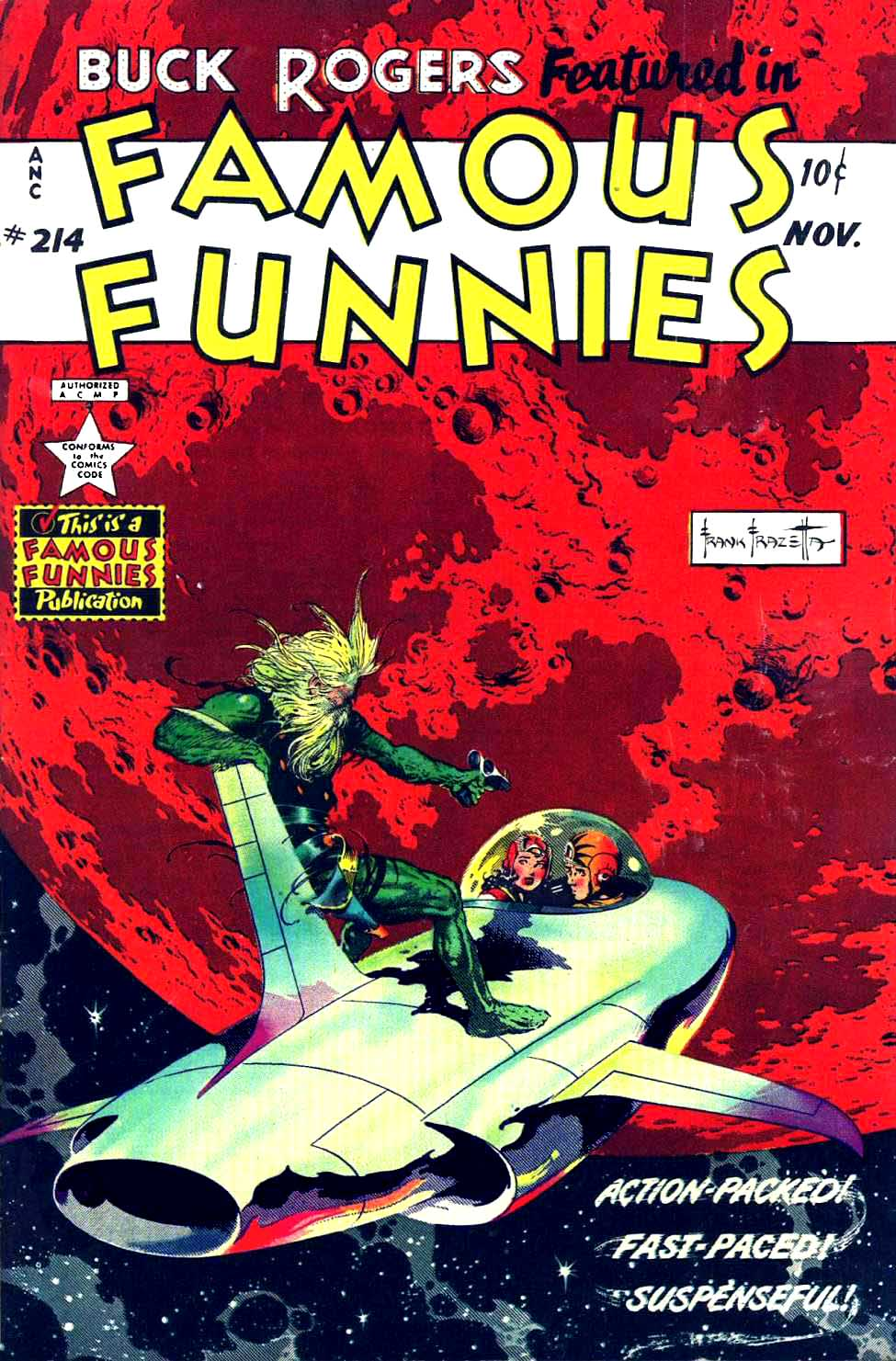
Portada de Buck Rogers per a Famous Funnies número 214 (data de portada desembre de 1953).

El 1944, als 16 anys, Frazetta, que "sempre havia tingut aquesta voluntat de fer comic books", va començar a treballar a l'estudi de còmics Bernard Baily fent neteja d'acabats de llapis. El seu primer treball en còmic va estar entintant la història de vuit pàgines "Snowman", dibuixada per John Giunta, en el one-shot Tally-Ho Comics (desembre de 1944), publicat per Swappers Quarterly i Almanac/Baily Publishing Company. En aquest període, en els còmics no era una pràctica la inclusió de crèdits complets, per la qual cosa és difícil de determinar una llista completa de l'obra de Frazetta. Els seus següents treballs de còmics confirmats són dues peces signades a llapis i amb tintes a Treasure Comics # 7 (juliol de 1946) de Prize Comics: les quatre pàgines de la història "To William Penn, founder of Phladèlfia ..." i la pàgina única "Ahoy! Enemy Ship!", presentant el seu personatge Capt. Kidd Jr. En una entrevista de 1991 a The Comics Journal, Frazetta va acreditar a Graham Ingels com el primer dins la indústria del còmic en reconèixer el seu talent i a oferir-li treballs a Standard Comics el 1947.

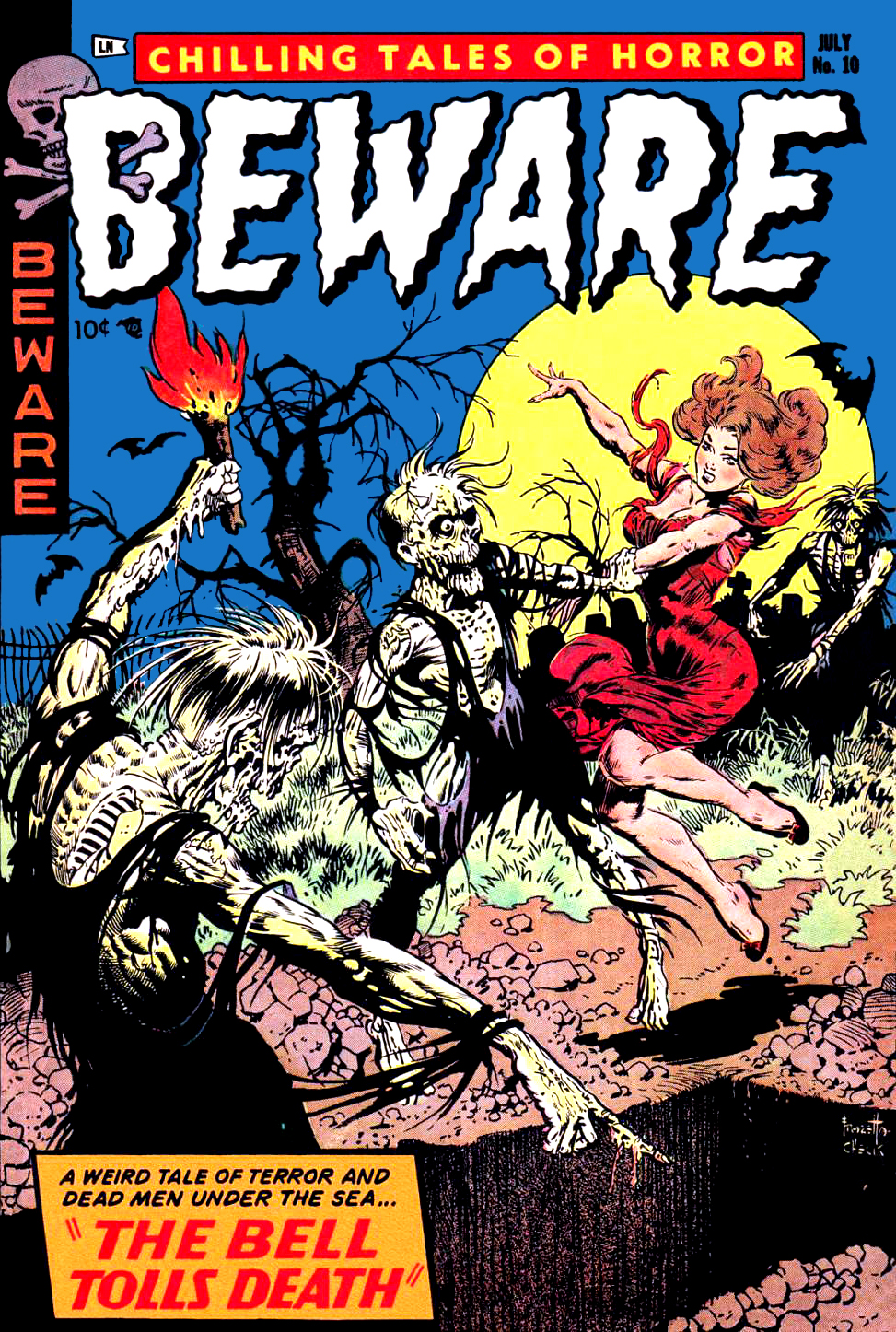
Portada de Beware número 10 (data de portada juliol 1954).

Frazetta aviat va dibuixar còmics en molts gèneres, incloent còmic de l'oest, fantasia, misteri i drama històric. Alguns dels seus primers treballs van ser en còmics d'animals, que va signar com "Fritz". Per a la filial de Dell, Famous Funnies, Frazetta va fer històries de guerra i d'interès humà per a Heroic Comics, així com històries d'una pàgina promovent tant les virtuts de l'oració i com els perjudicis del consum de drogues. En còmics com Personal Love i Movie Love, va fer històries de romanç i famosos, incloent una biografia de Burt Lancaster.
A principis dels anys cinquanta, va treballar per a EC Comics, National Comics (incloent el serial del superheroi Shining Knight), Avon Comics i altres diverses companyies de còmics. Gran part del seu treball en els còmics es va realitzar en col·laboració amb el seu amic Al Williamson i, ocasionalment, el seu mentor Roy G. Krenkel.
Conegut pel seu treball a les portades de Buck Rogers per a Famous Funnies, Frazetta va començar a treballar amb Al Capp en la tira còmica de Capp Li'l Abner. Frazetta també estava produint la seva pròpia tira, Johnny Comet en aquest moment, a més d'assistir a Dan Barry en la tira diària de Flash Gordon.
Es va casar amb la matriu Eleanor Kelly de Massachusetts a la ciutat de Nova York el novembre de 1956. Van tenir quatre fills: Frank Jr., Billy, Holly i Heidi.
El 1961, després de nou anys amb Capp, Frazetta va tornar als comic books. També va ajudar a Harvey Kurtzman i Will Elder en tres relats de la tira paròdica Little Annie Fanny de la revista Playboy.

### Hollywood i portades de llibres

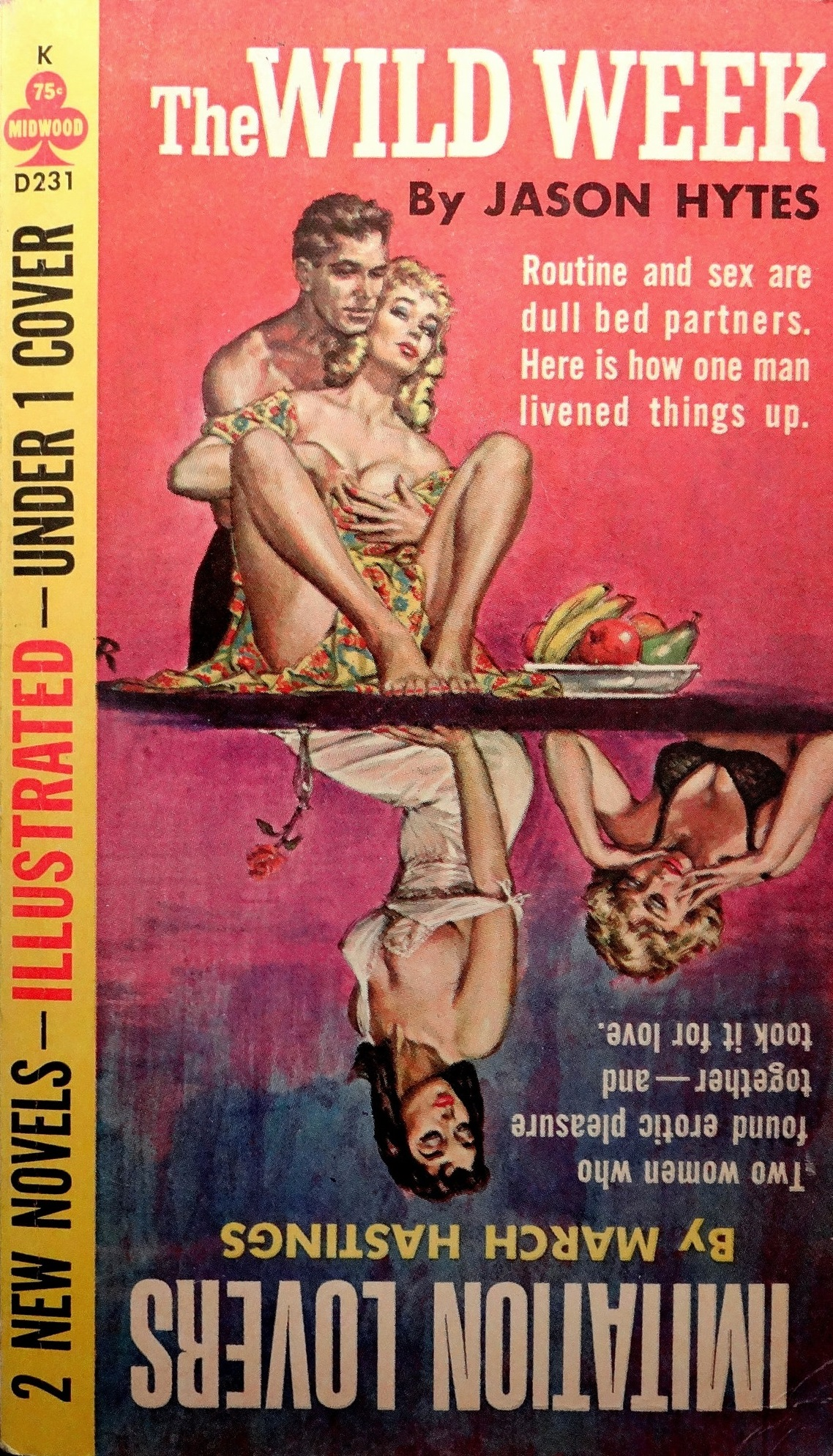
Portada de The Wild Week by Jason Hytes i "Imitation Lovers" by March Hastings (pseudònim de Sally Singer) (1963).

El 1964, la pintura del Beatle Ringo Starr de Frazetta per a una paròdia per a la revista Mad crida l'atenció dels estudis de United Artists. Li van proposar fer el cartell de la pel·lícula Com va això, gateta? (What's New Pussycat?), i va guanyar l'equivalent al seu salari anual en una tarda. Va fer diversos cartells més de pel·lícules.
Frazetta també va produir pintures per a les revistes de llibres d'aventura. La seva interpretació de Conan va redefinir visualment el gènere d'espasa i bruixeria i va tenir una enorme influència en les generacions d'artistes successives. A partir d'aquest moment, l'obra de Frazetta va tenir una gran demanda. Les seves portades es van utilitzar per a altres edicions recopilatòries en paperback de llibres clàssics d'Edgar Rice Burroughs, com ara les de la sèrie Tarzan i Barsoom (John Carter of Mars). També va fer diverses il·lustracions a ploma i tinta per a molts d'aquests llibres. La seva portada només coincidia casualment amb les històries dels llibres, tal com va explicar Frazetta: "No en vaig llegir cap... Vaig dibuixar-ho a la meva manera. Era realment accidentat. I va continuar. No m'interessava el que pensava la gent. La gent que comprava els llibres no es va queixar mai. Probablement no els van llegir."
Després d'aquest temps, la major part de l'obra de Frazetta va tenir una naturalesa comercial, incloent pintures i il·lustracions per a cartells de pel·lícules, portades per llibres i calendaris. Principalment eren a l'oli, però també treballava amb aquarel·la, tinta i llapis. Els treballs de Frazetta en còmics durant aquesta època van ser pintures per portades i algunes històries en blanc i negre per a les revistes de terror i de guerra de Warren Publishing Creepy, Eerie, Blazing Combat i Vampirella.
Una vegada que Frazetta va aconseguir la seva reputació, els estudis de cinema el van atreure a treballar en pel·lícules d'animació. Un anunci basat en la seva obra va ser animat per Richard Williams en llapis de greix i pintat i estrenat el 1978. A principis dels anys 80, Frazetta va treballar amb el productor Ralph Bakshi en el llargmetratge Tygra, for i gel, estrenat el 1983. El realisme de l'animació i el disseny replicava l'art de Frazetta. Bakshi i Frazetta van estar molt involucrats en la producció de les seqüències d'acció en directe utilitzades per a l'animació amb rotoscòpia de la pel·lícula, des de sessions de càsting fins al rodatge final. Després de l'estrena de la pel·lícula, Frazetta va tornar a les seves arrels en la pintura i les il·lustracions de ploma i tinta.
Alguns artistes de la gravació han utilitzat pintures de Frazetta com a portada dels seus àlbums. Els primers tres àlbums de Molly Hatchet compten amb "The Death Dealer", "Dark Kingdom" i "Berserker", respectivament. El segon àlbum de Dust, Hard Attack, presenta "Snow Giants". Nazareth va utilitzar "The Brain" per al seu àlbum de 1977 Expect No Mercy. El Cos de l'Exèrcit III dels Estats Units va adoptar com a mascota "The Death Dealer".
El 2009, Kirk Hammett, el guitarrista principal de Metallica, va comprar l'art original de Frazetta per a la reedició de paperback de "Conan the Conqueror" de Robert E. Howard per un milió de dòlars.

### Darrers anys de vida i final de carrera
A principis dels anys vuitanta, Frazetta va crear una galeria, anomenada Frazetta's Fantasy Corner, als pisos superiors d'un antic edifici maçò a la cantonada dels carrers South Courtland i Washington a East Stroudsburg, Pensilvania. L'edifici també va albergar un museu d'art Frazetta que va mostrar tant la seva pròpia obra com, en una galeria separada, la d'altres artistes. Del 1998 al 1999, Quantum Cat Entertainment va publicar la revista Frank Frazetta Fantasy Illustrated, amb portada i algunes il·lustracions de Frazetta. La seva vida posterior, Frazetta es va veure afectada per diversos problemes de salut, inclosa una condició de tiroides que no va ser tractada durant molts anys. Una sèrie de cops van deixar el braç dret gairebé completament paralitzat. Va aprendre a pintar i a dibuixar amb la mà esquerra. Va ser objecte del documental de 2003 Frank Frazetta: Painting With Fire.
Al 2009, Frazetta vivia en una finca de 67 acres (0,27 km²) a les muntanyes Pocono de Pennsilvània, amb un petit museu obert al públic. El 17 de juliol de 2009, la seva dona i parella de negocis, Eleanor "Ellie" Frazetta, va morir després d'un any lluitant contra el càncer. Després va contractar a Rob Pistella i Steve Ferzoco perquè s'ocupessin dels seus negocis.
Poc després de morir Ellie Frazetta, el desembre de 2009, el fill gran de Frank Frazetta, Frank Jr, va ser arrestat acusat de robar 20 milions de dòlars en pintures del museu familiar en una lluita per la fortuna familiar. Segons l'informe policial, Frazetta Jr, amb l'ajuda de dos homes, va irrompre la porta del museu mitjançant una retroexcavadora i se'n va emportar aproximadament 90 quadres. Segons la declaració jurada, Frank Jr. va dir al soldat que responia que tenia permís del propietari, Frank Frazetta Sr. ... El soldat va trucar al propietari, que va dir que no havia donat permís al seu fill per estar al museu ni treure-li pintures. La qüestió es tractava de si Frank Jr. creia que tenia l'autoritat per moure les pintures del museu Frazetta. El fill menor de Frazetta Sr., Bill Frazetta, va testificar que els quadres pertanyien a una corporació anomenada Frazetta Properties LLC, de la qual compartia tasques de direcció amb les seves germanes. "La LLC és propietat de Frank Sr. i va ser creada amb finalitats de planificació immobiliària. Sóc gerent de la LLC. Se suposava que l'art es quedaria al museu ", va dir Bill Frazetta. Frank Jr. va sostenir que intentava evitar que es venguessin les pintures, segons els desitjos del seu pare, a qui va dir que li havia donat poders sobre el seu patrimoni. En un article de Pocono Record de març de 2010, Frank Sr. va dir que no entenia per què el seu fill pensava que tenia permís per endur-se les seves pintures. Però no creia que Frank Jr. actués en el seu millor interès, com havia afirmat el fill. "No, absolutament no. No sé què dimonis estava fent", va dir Frank Sr. La família Frazetta després va emetre un comunicat el 23 d'abril de 2010, que deia que "tot el litigi que envoltava la seva família i el seu art s'ha resolt. Tots els nens de Frank ara treballaran junts en equip per promocionar la seva... col·lecció d'imatges...".
Frank Frazetta va morir d'un ictus el 10 de maig de 2010 en un hospital proper a la seva residència a Florida.
El seu quadre Egyptian Queen es va vendre per a un rècord mundial de 5,4 milions de dòlars (4,2 milions de lliures) el 16 de maig de 2019 en una subhasta pública de còmics vintage i còmics de Heritage Auctions a Chicago, Illinois.

## Llegat

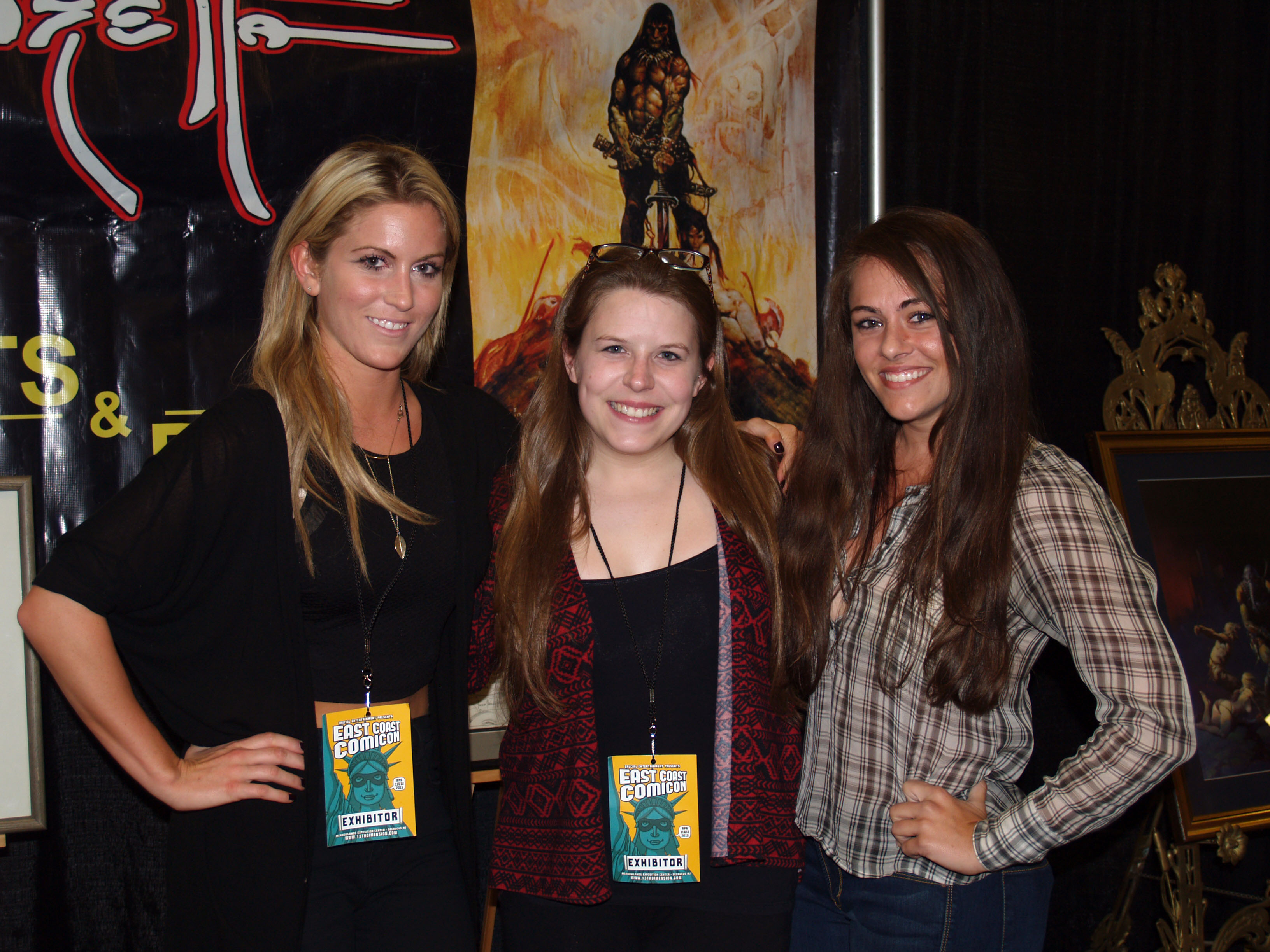
Les netes de Frazetta (d'esquerra a dreta) Brittney Frazetta, Daniele Frazetta i Sara Frazetta Taylor a la Comicon de la Cosa Est 2015 a Secaucus, Nova Jersey

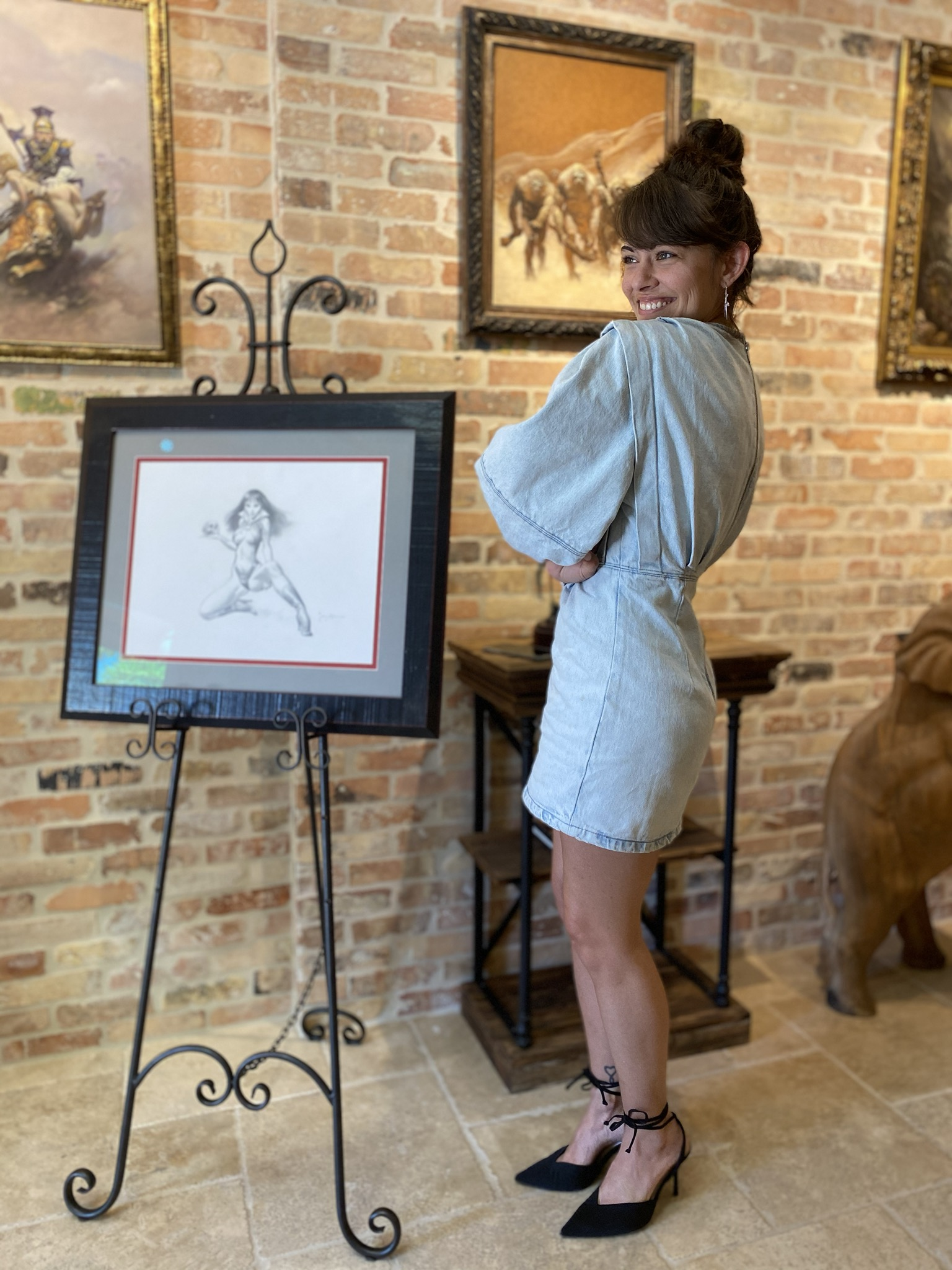
La neta de Frazetta, Sara Frazetta, al Museu d'Art Frazetta a Boca Grande, Florida 2020.

Frazetta ha influït en molts artistes dins dels gèneres de la fantasia i la ciència-ficció. El realitzador i creador de Star Wars, George Lucas esmenta l'obra de Frazetta en un article de Alan Arnold de 1979 afirmant que “sóc fan de l'art del còmic. El col·lecciono. ... Hi ha molts il·lustradors [contemporanis] en els modes de ciència-ficció i ciència-fantasia que m'agraden molt. M’agraden perquè els seus dissenys i les seves imaginacions són tan vives. Il·lustradors com Frazetta, Druillet i Moebius són força sofisticats pel seu estil". El 2018, es va anunciar que The Museum Museum of Narrative Art exhibiria quatre originals de Frazetta de la col·lecció personal Frazetta de Lucas. El museu s'obrirà a finals del 2021 a Los Angeles.
Yusuke Nakano, artista principal de la sèrie The Legend of Zelda de Nintendo, també cita Frazetta com a influència.
Guillermo del Toro, el cineasta nominat a l' Oscarscar, va dir en un article del 2010 a Los Angeles Times que Frazetta no era menys que “un artista olímpic que va definir l'art fantasiós del segle XX”. del Toro va continuar dient: "Va donar al món un nou panteó d'herois." ... D'alguna manera va crear una segona capa narrativa per a cada llibre que hagués il·lustrat."
L'artista i músic de fantasia Joseph Vargo cita Frazetta com a influència primària. Chris Perna, director d'art a Epic Games, va declarar en una entrevista el 2011 que Frazetta era una de les seves influències. Altres artistes influenciats per Frazetta són artistes de còmics com Marc Silvestri i Shelby Robertson.
A principis del 2012, el cineasta Robert Rodriguez va anunciar els seus plans per fer un remake de la pel·lícula Tygra, foc i gel de Bakshi i Frazetta. Sony Pictures va adquirir el projecte a finals del 2014, amb Rodríguez dirigit. El 2013 Robert Rodriguez va mostrar les obres d'art originals de Frank Frazetta, en préstec de les col·leccions de Holly, Heidi i Bill Frazetta al Wizard World Comic Con de Chicago. Robert Rodriguez va continuar la seva gira d'art Frazetta mostrant-los a l'esdeveniment SXSW a Austin Texas, tant el 2014 com el 2015.
També es va reobrir només per Frank Jr. el 2013, el Museu d'Art East Stroudsburg Frazetta que acull aproximadament 37 olis originals, a més d'altres obres de llapis, ploma i tinta i aquarel·la.
A partir del 2013, la col·lecció de Holly Frazetta viatjava per tots els EUA amb exposicions públiques a convencions de còmics. També va cofundar Frazetta Girls LLC amb la filla, Sara Frazetta, el 2014. L'empresa Frazetta Girls funciona com a botiga web de merchandatge oficials de Frank Frazetta i té una gran presència en mitjans socials per a publicacions diàries de l'obra de Frazetta. Des del 2014, Frazetta Girls també col·labora amb marques modernes d'influència com Primitive Skateboarding, Kid Robot, HUF Worldwide i Mezco Toyz. Al març del 2020, Holly Frazetta va anunciar la reobertura de la ubicació del Museu d'Art Frazetta a Boca Grande, Florida, només amb cita prèvia, on es presenten obres originals de Conan The Barbarian i Death Dealer.

## Llista d'obres

### Pintures seleccionades
Any i data
- Carson of Venus – 1963
- Tales from the Crypt – 1964[48]
- Lost City – 1964
- Land of Terror – 1964
- Reassembled Man – 1964
- Wolfman – 1965
- Conan the Barbarian – 1966
- Conan the Adventurer – 1966
- King Kong – 1966
- Sea Monster – 1966
- Spider Man – 1966
- The Sorcerer – 1966
- Swords of Mars – 1966
- Winged Terror – 1966
- The Brain – 1967
- Bran Mak Morn – 1967
- Cat Girl – 1967
- Conan the Conqueror – 1967
- Conan the Usurper – 1967
- Night Winds – 1967
- Sea Witch – 1967
- Snow Giants – 1967
- Conan the Avenger – 1968
- Rogue Roman – 1968
- Swamp Ogre – 1968
- Egyptian Queen – 1969
- Mongol Tyrant – 1969
- Primitive Beauty / La of Opar – 1969
- Savage World / Young World – 1969
- Vampirella – 1969
- A Princess of Mars – 1970
- Downward to the Earth – 1970
- Eternal Champion – 1970
- The Godmakers – 1970
- Nightstalker – 1970
- Pony Tail – 1970
- The Return of Jongor – 1970
- Sun Goddess – 1970
- Tyrannosaurus Rex – 1970
- Woman with a Scythe – 1970
- Conan the Destroyer – 1971[49]
- Desperation – 1971
- John Carter and the Savage Apes of Mars – 1971
- At the Earth's Core – 1972
- Birdman – 1972
- Creatures of the Night – 1972
- The Silver Warrior – 1972
- Thuvia, Maid of Mars – 1972
- A Fighting Man of Mars – 1973
- Atlantis – 1973
- Black Emperor – 1973
- Black Panther – 1973
- Black Star – 1973
- Conan of Aquilonia – 1973
- The Death Dealer I – 1973
- Flash for Freedom – 1973
- Flying Reptiles – 1973
- Ghoul Queen – 1973
- Gollum – 1973
- The Mammoth – 1973
- Monster Out of Time – 1973
- The Moon Maid – 1973
- Serpent – 1973
- Tanar of Pellucidar – 1973
- Tarzan and the Ant Men – 1973
- Tree of Death – 1973
- Barbarian – 1974
- Flashman on the Charge – 1974
- Invaders – 1974
- Madame Derringer – 1974
- The Mucker – 1974
- Paradox – 1975
- Dark Kingdom – 1976
- Bloodstone – 1975
- Darkness at Times Edge – 1976
- The Eighth Wonder / King Kong and Snake – 1976
- Fire Demon – 1976
- Queen Kong – 1976
- Golden Girl – 1977
- Castle of Sin / Arthur Rex- 1978
- The Cave Demon – 1978
- Kane on the Golden Sea – 1978
- Sound – 1979
- Witherwing – 1979
- The Sacrifice – 1980
- Las Vegas – 1980
- Seven Romans – 1980
- Fire and Ice – 1982
- Geisha – 1983
- The Disagreement – 1986
- Victorious – 1986
- Predators – 1987
- The Death Dealer II – 1987
- The Death Dealer III – 1987
- The Death Dealer IV – 1987
- The Death Dealer V – 1989
- Cat Girl II – 1990
- The Countess and the Greenman – 1991
- Dawn Attack – 1991
- The Moons Rapture / Catwalk – 1994
- Beauty and the Beast – 1995
- Shi – 1995
- The Sorceress – 1995
- The Death Dealer VI – 1996
- From Dusk till Dawn – 1996

### Portades d'àlbums
| - Roy Orbison - The Fastest Guitar Alive soundtrack album (1967) - Herman's Hermits – Both Sides of Herman's Hermits (1966) Pintura en aquarel·la de portada frontal, dibuix en bolígraf i tinta; El nom està escrit malament com "Frizzeta" a les notes de línia. - Dust – Hard Attack (1972) - Waterhole No. 3 Soundtrack LP per Roger Miller(1973) - Nazareth – Expect No Mercy (1977) - Molly Hatchet – Molly Hatchet (1978) - Molly Hatchet – Flirtin' with Disaster (1979) - Molly Hatchet – Beatin' the Odds (1980) - Yngwie Malmsteen – War to End All Wars (2001) - Wolfmother – Wolfmother (2006) |

### Cartells de pel·lícules
Font tret que s'indiqui el contrari:
- Com va això, gateta? (What's New Pussycat?) (1965)
- The Secret of My Success (1965)
- After the Fox (1966)
- Hotel Paradiso (1966)
- The Busy Body (1967)
- The Fearless Vampire Killers (1967)
- Who's Minding the Mint? (1967)
- Yours, Mine and Ours (1968)
- Mad Monster Party (1969)
- The Night They Raided Minsky's (1969)
- Mrs. Pollifax-Spy (1971)
- Luana (1973)
- Mixed Company(1974)
- Ruta suïcida (The Gauntlet) (1977)
- Tygra, foc i gel (Fire and Ice) (1983)